# David Kilde
David Allen Kilde nasceu em Eau Claire, Wisconsin.
Iniciou seus trabalhos em hollywood em 1980. Dave obteve o bacharel em economia na Universidade de Biola. Sua paixão por filmes e acrobacias o levou a ser um dos procurandos dublê da atualidade.
Além de dublê, ele é um especialista em mergulhos, ginástica, skiiing, direção de carros, combates para tela de cinema, etc. Ele está atualmente trabalhando em alguns projetos como coordenador de dublês.
Seu papel mais marcante foi o Agente Jackson no filme The Matrix II.

## Prêmios
World Stunt Awards 2002  Nominado para Taurus Award de melhor cena guiando carros.
por: Swordfish (2001)
Equipe: Scott Rogers, Gilbert B. Combs, Brett A. Jones, Bobby Ore, Bob Brown, Mike Justus e Troy Gilbert
A cena da equipe 1 em um carro verde em perseguição em alta velocidade batendo em carros estacionados e terminando com uma segunda equipe voando sobre um restaurante.

## Filmografia

### Dublê
- You Don't Mess with the Zohan (2008) (filmando) (dublê de ação)
- "Terminator: The Sarah Connor Chronicles" (filmando) (dublê: matt mccolm) (2 episódios, 2008) (Dublês: owain yeoman) (1 episódio, 2008) (Dublê) (1 episódio)

- Episódio #1.2 (2008) TV Episódio (Dublê: Matt Mccolm)
- Pilot (2008) TV Episódio (Dublê: Owain Yeoman)
- Episódio #1.4 (????) TV Episódio (Dublê: Matt Mccolm)
- Episódio #1.7 (????) TV Episódio (Dublês)
- Where the Wild Things Are (2008) (pos-produção) (Dublê)
- "Women's Murder Club" (Dublê: josh randall) (1 Episódio, 2007)

- Blind Dates and Bleeding Hearts (2007) TV Episódio (Dublê: Josh Randall)
- "General Hospital" (Dublê: ingo rademacher) (2 Episódios, 2006-2007)

- Episódio #1.11357 (2007) TV Episódio (Dublê: Ingo Rademacher)
- Episódio #1.10967 (2006) TV Episódio (Dublê: Ingo Rademacher)
- "Passions" (dublê: eric martsolf) (9 Episódios, 2005-2007) (Dublê: joe duir) (1 Episódio, 2006) (dublê: richard steinmetz) (1 Episódio, 2004)

- Episódio #1.2001 (2007) TV Episódio (dublê: Eric Martsolf)
- Episódio #1.2000 (2007) TV Episódio (dublê: Eric Martsolf)
- Episódio #1.1981 (2007) TV Episódio (dublê: Eric Martsolf)
- Episódio #1.1702 (2006) TV Episódio (dublê: Joe Duir)
- Episódio #1.1700 (2006) TV Episódio (dublê: Eric Martsolf)
- Spider-Man 3 (2007) (dublê)
- "The Wedding Bells" (Dublê: benjamin king) (1 Episódio, 2007)

- For Whom the Bells Toll (2007) TV Episódio (Dublê: Benjamin King)
- "Medium" (stunt driver: joel anderson) (1 Episódio, 2007) (dublê) (1 Episódio, 2006)

- Mother's Little Helper (2007) TV Episódio (Dublê: Joel Anderson)
- Lucky in Love (2006) TV Episódio (Dublê)
- Crank (2006) (Dublê)
- "Pepper Dennis" (dublê: josh hopkins) (1 Episódio, 2006)

- Hiroshi Watanabe in Bed with Curtis Wilson: Film at Eleven (2006) TV Episódio (dublê: Josh Hopkins)
- "In Justice" (Dublê: william shockley) (1 Episódio, 2006)

- Cost of Freedom (2006) TV Episódio (dublê: William Shockley)
- "Ghost Whisperer" (dublê: matt keeslar) (1 Episódio, 2006)

- Dead Man's Ridge (2006) TV Episódio (dublê: Matt Keeslar)
- "Numb3rs" (dublê) (1 Episódio, 2005)

- Soft Target (2005) TV Episódio (dublê)
- The Dukes of Hazzard (2005) (dublê)
- The Island (2005) (dublê)
- "Scrubs" (dublê) (1 episódio, 2005)

- My Changing Ways (2005) TV Episódio (dublê)
- xXx: State of the Union (2005) (dublê)
- "Arrested Development" (dublê: will arnett) (8 episodes, 2003-2005)

- Righteous Brothers (2005) TV Episódio (dublê: Will Arnett) (uncredited)
- Switch Hitter (2005) TV Episódio (dublê: Will Arnett) (uncredited)
- Afternoon Delight (2004) TV Episódio (dublê: Will Arnett) (uncredited)
- Good Grief! (2004) TV Episódio (dublê: Will Arnett) (uncredited)
- Not Without My Daughter (2004) TV Episódio (dublê: Will Arnett) (uncredited)
- Checking Out (2005) (coordinador de dublês)
- No Rules (2005) (dublê)
- "CSI: Miami" (dublê) (1 Episódio, 2004) (stunt performer) (1 Episódio, 2004)

- Pirated (2004) TV Episódio (dublê) (stunt performer)
- "24" (dublê) (2 Episódios, 2004)

- Day 3: 5:00 a.m.-6:00 a.m. (2004) TV Episódio (dublê)
- Day 3: 4:00 a.m.-5:00 a.m. (2004) TV Episódio (dublê)
- NYPD 2069 (2004) (TV) (dublê: Josh Hopkins)
- L.A. Confidential (2003) (TV) (dublê: Josh Hopkins)
- Swordfish (2001) (dublê: John Travolta) (dublê) (como David A. Kilde)
- Cast Away (2000) (dublê) (sem credito)
- Lucky Numbers (2000) (dublê: John Travolta)
- "The Huntress" (2000) TV series (dublê) (unknown Episódios)
- The Perfect Storm (2000) (dublê: Josh Hopkins)
- Gangland (2000) (dublê: Sasha Mitchell)
- "Walker, Texas Ranger" (dublê: joe penny) (1 episódio, 1999)

- Suspicious Minds (1999) TV Episódio (dublê: Joe Penny)
- Dark Nova (1999) (utility stunts)
- "Battle Dome" (1999) TV series (dublê) (unknown Episódios)
- "Timecop" (dublê: larry holden) (1 Episódio, 1998)

- Lost Voyage (1998) TV Episódio (dublê: Larry Holden)
- The Outsider (1998) (TV) (dublê) como Criminoso
- "Night Man" (dublê) (1 Episódio, 1998)

- Double Vision (1998) TV Episódio (dublê)
- Mars (1998) (dublê)
- The Gardener (1998) (coordenador de dublês)
- Stranger in My Home (1997) (TV) (dublê: Joe Penny)
- "Sweet Valley High" (dublê: jeremy garrett) (1 Episódio, 1997)

- Might as Well Jump (1997) TV Episódio (dublê: Jeremy Garrett)
- Riot (1997) (dublê) (uncredited)
- Little Bigfoot 2: The Journey Home (1997) (dublê: Bigfoot)
- "Pacific Blue" (dublê: rick rossovich) (2 Episódios, 1996)

- Outlaw Extreme (1996) TV Episódio (dublê: Rick Rossovich)
- Bangers (1996) TV Episódio (dublê: Rick Rossovich)
- Prey of the Jaguar (1996) (V) (dublês) (uncredited)
- Skeletons (1996) (TV) (dublês)
- Gentlemen's Club (1995) (V) (dublê: Blake Adams)

### Ator
- "Terminator: The Sarah Connor Chronicles" (filmando).... Cromartie /… (4 Episódios, 2008)

- Episódio #1.2 (2008) TV Episódio.... Cromartie
- Pilot (2008) TV Episódio.... Tira
- Episódio #1.3 (????) TV Episódio.... Cromartie
- Episódio #1.5 (????) TV Episódio.... Cromartie
- "Medium".... ladrão de banco #1 (1 Episódio, 2006)

- Lucky in Love (2006) TV Episódio.... Bank Robber #1
- "Numb3rs".... Dr. Bloom (1 Episódio, 2005)

- Convergence (2005) TV Episódio (fora dos creditos).... Dr. Bloom
- "Passions".... Bodyguard #2 /… (3 Episódios, 2004-2005)

- Episódio #1.1519 (2005) TV Episódio.... Hugo
- Episódio #1.1383 (2004) TV Episódio.... guarda-costas #2
- Episódio #1.1375 (2004) TV Episódio.... guarda-costas #2
- "CSI: Miami".... Dead Man (1 Episódio, 2004)

- Pirated (2004) TV Episódio (fora dos creditos).... Cadaver
- Enter the Matrix (2003) (VG) (voz).... Agente Jackson
- The Matrix Reloaded (2003) (as David A. Kilde).... Agente Jackson
- "Black Scorpion".... Segurança #1 (2 Episódios, 2001)

- Zodiak Attack - Part 1 (2001) TV Episódio (como Dave Kilde).... Segurança #1
- Home Sweet Homeless (2001) TV Episódio (como Dave Kilde).... Segurança #1
- "Walker, Texas Ranger".... Guarda de prisão (1 Episódio, 1999)

- Fight or Die (1999) TV Episódio.... Guarda de prisão
- Baby Geniuses (1999).... Goon #5
- "Night Man".... Security Guard (1 Episódio, 1998)

- Double Vision (1998) TV Episódio.... Segurança
- Black Scorpion (1995) (TV) (fora dos creditos).... Segurança #1

The Matrix: Path of Neo (2005) como Agente Jackson